# Ocnogyna pierreti
Ocnogyna pierreti är en fjärilsart som beskrevs av Jules Pièrre Rambur 1841. Ocnogyna pierreti ingår i släktet Ocnogyna och familjen björnspinnare. Inga underarter finns listade i Catalogue of Life.